# Письма в Древний Китай
Письма в Древний Китай (нем. Briefe in die chinesische Vergangenheit), — книга немецкого писателя Герберта Розендорфера, сатирический фантастический роман, вышедший в 1983 году.

## Краткое содержание
Китайский гуань 4 ранга Гао-Дай («мандарин и начальник
императорской Палаты поэтов, именуемой „Двадцать девять поросших мхом скал“, помещающейся в Кайфыне, столице Срединного царства»), живущий в X веке, во времена династии Сун, посредством изобретённой его другом машины времени, попадает в Мюнхен второй половины XX века. Целью путешествия китайского чиновника была не более чем любознательность, желание увидеть, как живут его потомки. Как объясняется в романе, в силу вращения земли, Гао-Дай попадает не в Кайфын, бывший в то время столицей Поднебесной, а в Германию.
Посредством «почтового камня» Гао-Дай может отсылать своему другу Цзи Гу письма. Из 37 писем от первого лица, охватывающих период с 14 июля 1982 года по 27 февраля 1983 года (судя по указанным в романе датам и дням недели), где Гао-Дай описывает свои впечатления другу, собственно и состоит роман.
В письмах наблюдающий со стороны Гао-Дай описывает европейское общество XX века, его проблемы (экологические, духовные, проблемы общества потребления, проблемы искусства, взаимоотношений), которые неизменно удивляют мандарина. Он размышляет о чуждом ему отношении к жизни «большеносых» (как он называет жителей Мюнхена XX века), сообразовываясь с собственными представлениями образованного человека с философским складом ума, но из далёкого прошлого.
 Истинный смысл порядка ими утрачен. Порядок же — это осознание своего места в общей гармонии настоящего. На это большеносые возразили бы, что настоящее само по себе отнюдь не гармонично, поэтому нечего и осознавать. Да, этот довод они даже сочли бы неоспоримым. Однако благородному мужу должно быть ясно, что настоящее всегда гармонично, нужно лишь дать себе труд прислушаться к этой гармонии, понять её, а это возможно, лишь когда человек не пытается все время уйти как можно дальше «вперед», прочь от самого себя. Но этого то большеносые как раз понять не желают. Они не могут перепрыгнуть через свою тень. Они утратили само ощущение порядка. Сделав очередной шаг «вперед», они ушли от него прочь.
… Да, они шагают все дальше и дальше, уходят прочь от всего, в том числе и от самих себя. Почему? — удивляюсь я. Вероятно, потому, что у себя им плохо. А почему им у себя плохо? Вероятно, потому, что они кажутся себе отвратительными (и в этом с ними можно согласиться). Но ведь от себя не уйдешь. И изменяют они лишь окружающую среду, но не себя. В этом то, думаю, и кроется разгадка: большеносые не умеют и не желают изменять самих себя
Наряду с тем, что в книге поднимаются достаточно серьёзные проблемы, которые становятся ещё более выпуклыми в устах человека со стороны, достаточное место уделено и беллетристическому описанию бытовой жизни, с которой столкнулся Гао-Дай в путешествии: социальным взаимоотношениям, сексу, современной технике, искусству. Многое китайский мандарин совершенно не воспринимает:
Пища, которую едят здесь, заслуживает особого описания. Собачье мясо считается несъедобным и вызывающим отвращение. Зато большеносые едят коров и быков, пьют молоко от коров, так что мне дурно становится, когда я это вижу, и едят разные продукты, из молока приготовленные. Эти продукты твердые, они называются Ма Сы ло и Сы.  Ма Сы ло желтого цвета, а вкуса совсем не имеет (они намазывают его на свои лепешки); Сы тоже желтое и сильно пахнет немытыми ногами. Но худшее из всего, что делают из коровьего молока, это белёсая дрожащая масса, воняющая все тем же молоком и именуемая Кэ Фы.
В целом, Гао-Дай выступает сравнительно бесстрастным описателем, при этом нередко пропуская достижения в ходе прогресса через собственное мировосприятие.

Но меня не устраивает цена, которую они платят за свои удобства. Поэтому я не буду скучать о них, когда уеду отсюда.
Достаточно будет вспомнить, каким беспорядком, какой путаницей понятий куплены все эти удобства, и мне будет совсем легко привыкнуть вновь к нашему миру, где свет не загорается от простого нажатия пуговки.
Из слов Гао-Дая следует, что вернувшись назад, ему будет не хватать из мира XX века совсем немногого — шампанского, сигар, любовницы и классической музыки, к которой мандарин пристрастился.
Книга насыщена юмором: Гао-Дай, что неудивительно, постоянно сталкивается с непонятными ему явлениями, как социальными, так и техническими, и описывает это в письмах к другу. При этом, его описания не содержат какого-либо юмора: он вполне серьёзен и пытается объяснить то, что он видит, человеку своей эпохи и это как раз и кажется комичным. Более того, он решает в письмах и свои бытовые проблемы, оставшиеся на родине.
То, что вице канцлер соизволил наконец дать согласие на брак своего сына с моей дочерью, очень меня радует. Теперь надо как можно скорее уладить это дело. Мне хочется, чтобы в следующем году, когда я вернусь — надеюсь, живым и здоровым, — ребенок был уже «на подходе». Так и передай вице канцлеру с подобающей случаю кротостью. Если же этого не произойдет, то в будущем году я не приглашу его на праздник Жертвоприношения предкам — или посажу на самое худшее место. Кстати, которую из дочерей ты ему предназначил? Имя «Ао фа» мне ничего не говорит. Это не та, у которой большие уши? Уши у неё от матери. В моей семье ни у кого не было таких ушей.

## Комментарии
1. ↑  Масло, затем по тексту сыр и кефир. Гао-дай в письмах записывает неизвестные ему слова привычным образом

## Публикации и отзывы
Роман был переведён и издан в разных странах.[каких?]
На русском языке роман печатался в журнале «Иностранная литература» (№ 1 за 1993 год) в переводе Евгения Колесова и издавался в 2005 (издательства АСТ, Люкс, Транзиткнига), 2006 (АСТ), 2007 (АСТ, Ермак)
Литературный обозреватель The Times Мерен Майнхард отозвалась о книге так:
...остроумно, живо и своеобразно
Оригинальный текст (англ.)...witty, lively and idiosyncratic
Обозреватель Scotland on Sunday Эндрю Круми сказал:
...встреча незадачливого путешественника с современной жизнью и любовью, восхитительное чтение
Оригинальный текст (англ.)...the hapless voyager’s encounters with modern life and love, make delightful reading
У книги имеется сиквел: роман «Великие перемены», построенный по тому же принципу, где Гао-Дай вновь, по прошествии пятнадцати лет, посещает Германию.